# Кабадди
Ка́бадди — древнейшая и популярная командная игра в Азии, включающая в себя элементы борьбы и пятнашек. Родоначальницей кабадди является Индия, а первая игра на международном уровне прошла в Дакке в 1985 году. В 1990 году кабадди среди мужских команд был включен в программу Азиатских игр в Пекине, с тех пор кабадди является регулярной спортивной дисциплиной на Азиатских играх. Первое соревнование по кабадди среди женщин прошло на международных соревнованиях в Гуанчжоу в 2010 году; на Азиатских играх соревнования среди женских команд также стали проводиться с 2010 года.

## Правила игры
По правилам игры две команды, в каждой по 12 игроков (7 игроков на поле и 5 игроков в запасе), занимают две противоположные стороны игрового поля размером 12,5 м х 10 м, разделенного посередине линией. Игра начинается с того, что одна команда посылает «захватчика» к разделительной линии, который в подходящий момент перебегает на территорию другой команды (другую половину поля). Пока он находится там, он непрерывно кричит: «Кабадди! Кабадди!» Но на территории противника он может пребывать лишь до тех пор, пока может кричать, не переводя дыхания. Его задача — пока он кричит — рукой или ногой дотронуться до игрока противника (одного или нескольких) и убежать на свою территорию (часть поля). Если ему надо перевести дыхание, он должен бежать, так как команда, на площадке которой он находится, имеет право его схватить. Он сможет освободиться, если сумеет протянуть через разделительную линию руку или ногу. Команда соперников должна заставить его сделать одно из двух: или прикоснуться к земле, или сделать вдох (перевести дыхание). После того, как игрок нападающих успешно вернётся, игрок другой команды, до которого он дотронулся, выбывает из игры. Если нападавший будет схвачен, то один из членов защищавшейся команды становится нападающим. Игра продолжается до тех пор, пока одна из команд не потеряет всех своих участников.

## Чемпионат мира по кабадди
Первый чемпионат мира по кабадди прошёл в 2004 году, последующие — в 2007, 2010 и 2011 годах. Победы во всех четырёх турнирах одерживала сборная Индии. Сборная Ирана дважды (в 2004 и 2007 годах) занимала второе место, сборные Пакистана и Канады выигрывали серебряные медали в 2010 и 2011 годах соответственно.
Результаты чемпионатов мира:
| Год  | 1 место | 2 место  | 3 место          |
| 2011 | Индия   | Канада   | Пакистан         |
| 2010 | Индия   | Пакистан | Канада           |
| 2007 | Индия   | Иран     | Бангладеш Япония |
| 2004 | Индия   | Иран     | Бангладеш Канада |

Страны-участницы
| Страна         | 2004 | 2007 | 2010 | 2011 |
| -------------- | ---- | ---- | ---- | ---- |
| Австралия      |      |      | 7    | 13   |
| Аргентина      |      |      |      | 9    |
| Афганистан     |      | 13   |      | 9    |
| Бангладеш      | 3    | 3    |      |      |
| Великобритания | 5    | 13   | 5    | 5    |
| Вест-Индия     | 10   | 13   |      |      |
| Германия       | 10   |      |      | 7    |
| Индия          | 1    | 1    | 1    | 1    |
| Иран           | 2    | 2    | 9    |      |
| Испания        |      |      | 7    | 7    |
| Италия         |      | 9    | 4    | 4    |
| Канада         | 3    |      | 3    | 2    |
| Кыргызстан     |      | 13   |      |      |
| Малайзия       | 10   | 5    |      |      |
| Непал          | 7    | 5    |      | 11   |
| Норвегия       |      |      |      | 5    |
| Пакистан       |      | 9    | 2    | 3    |
| США            |      |      | 5    | 13   |
| Таиланд        | 7    | 5    |      |      |
| Туркменистан   |      | 9    |      |      |
| Шри-Ланка      |      | 5    |      | 11   |
| Южная Корея    | 7    | 9    |      |      |
| Япония         | 5    | 3    |      |      |

## В массовой культуре
Хиндиязычный фильм Panga («Второй шанс»), вышедший на экраны в 2020 году, рассказывает историю Джаи Нигам, образцовой жены и заботливой мамы — в прошлом чемпионки по кабадди, — которая, бросая вызов существующему в консервативном индийском обществе эйджизму, решает вернуться в спорт спустя десять лет.